# Marcel Strauss
Marcel Strauss (Feuerthalen, 15 agosto 1976) è un ex ciclista su strada svizzero, attivo dal 1999 al 2008.

## Palmarès

### Strada
- 1994 (Juniores, una vittoria)

2ª tappa Grand Prix Rüebliland (Lenzburg > Rottenschwil)
- 1997 (Dilettanti, una vittoria)

Le Transalsace International
- 2000 (Post Swiss Team, una vittoria)

Classifica generale Giro della Svizzera meridionale

#### Altri successi
- 2005 (Gerolsteiner)

Breite Criterium
- 2006 (Gerolsteiner)

Criterium di Horgen

## Piazzamenti

### Grandi Giri
- Giro d'Italia

2003: ritirato (14ª tappa)
2004: 104º
2005: 102º
- Vuelta a España

2005: ritirato (10ª tappa)
2006: non partito (10ª tappa)

### Classiche monumento
- Giro delle Fiandre

2001: ritirato
2007: ritirato
- Parigi-Roubaix

2004: ritirato
- Liegi-Bastogne-Liegi

2002: 91º
2004: 124º
- Giro di Lombardia

2003: ritirato
2004: ritirato

### Competizioni mondiali
- Campionati del mondo

San Sebastián 1997 - Cronometro Under-23: 25º
San Sebastián 1997 - In linea Under-23: 23º
Valkenburg 1998 - In linea Under-23: 118º
Plouay 2000 - In linea Elite: ritirato
Lisbona 2001 - In linea Elite: ritirato
Hamilton 2003 - In linea Elite: 71º
Verona 2004 - In linea Elite: ritirato

### Competizioni europee
- Campionati europei

Villach 1997 - Cronometro Under-23: 10º